# Christian Wolff (igralec)
Christian Wolff, nemški filmski, gledališki in televizijski igralec, *11. marec 1938, Berlin, Nemčija.
Christian Wolff se je od leta 1957 pojavil že v 70-ih filmih. Najbolj znan je po vlogi gozdarja Martina Rombacha v televizijski seriji Gozdarska hiša Falkenau, ki ga je upodabljal med letoma 1989 in 2006.

## Življenje in kariera
Christian Wolff se je rodil 11. marca 1938 v Berlinu. Med letoma 1955 in 1957 je študiral igralstvo na Šoli Maxa Reinhardta. Uveljavil se je že kot mlad igralec. Leta 1957 je debitiral v naslovni vlogi kontroverznega filma Anders als du und ich, ki ga je režiral Veit Harlans. Združenje FSK (ki skrbi za kontrolo filmske industrije) filma ni želelo objaviti zaradi preveč pozitivnega prikazovanja homoseksualnosti. Pozneje so v zahodnonemških kinematografih objavili spremenjeno različico, ki je bila označena za homofobno. V Avstriji so film predvajali nespremenjen pod prvotnim naslovom Das dritte Geschlecht. Sledili so razni kriminalni in drugi film, kot so Am Tag, als der Regen kam, Alt-Heidelberg, Verbrechen nach Schulschluß in Wenn mein Schätzchen auf die Pauke haut. V filmu Der blaue Nachtfalter iz leta 1959 je zaigral z Zarah Leander. Leta 1960 je Wolff prejel bronasto nagrado Bravo Otto, ki jo je podeljevala mladinska revija Bravo.
V osemdesetih letih 20. stoletja je Wolff postajal vedno bolj opazen v televizijskih serijah in raznih gostujočih vlogah. Leta 1983 je ZDF pričel s snemanjem serije Nesthäkchen po zgodbi Else Ury, v kateri je odigral glavno vlogo očeta in zdravnika Ernsta Brauna. Predvajali so jo v času božiča v šestih epizodah. V devetdesetih letih je igral v televizijskih celovečernih filmih v produkciji hiše ZDF s preprostimi akcijskimi zapleti in ljubezenskimi zgodbami v Južni Afriki in na Mavriciju. V nekaterih televizijskih filmih, kot sta Zugvögel der Liebe in Das Licht von Afrika, je igral skupaj s sinom Patrickom.
V svoji verjetno najbolj poznani vlogi gozdarja Martina Rombacha v seriji Gozdarska hiša Falkenau (Forsthaus Falkenau) se je prvič predstavil leta 1989. Serija je v devetdesetih letih postala velik hit in je predstavljala enega največjih uspehov televizijske hiše ZDF. Leta 2005 je Wolff napovedal svoje slovo od serije, ki pa se z njegovim odhodom ni zaključila, ampak se je nadaljevala z novim gozdarjem Stefanom Leitnerjem, ki ga je do konca serije leta 2013 igral Hardy Krüger mlajši. Skupno je Wolff najdaljšo nemško družinsko serijo snemal več kot 2200 dni. Kot razlog za umik je navedel srčni napad, ki ga je doživel leta 2003, zaradi česar se je želel posloviti že prej, kar pa je bilo proti načrtom ZDF-a. Zadnjič se je v vlogi gozdarja Rombacha pojavil 29. decembra 2006. V zgodbi se je preselil v Južno Afriko na kmetijo, ki jo je podedoval od prijatelja.
Leta 2014 je nastopil v dveh filmih, ki sta izšla v naslednjih dveh letih, in sicer Treppe aufwärts in Hannas schlafende Hunde ob Hannelore Elsner.
Poleg igralskega dela se je Wolff ukvarjal tudi s sinhronizacijo igralcev Pierra Bricea, Alaina Delona in Anthonyja Perkinsa. Pojavljal pa se je tudi kot pripovedovalec v televizijskih dokumentarnih filmih in produkcijah radijskih iger, kot so na primer Srce pirata Benna Pludra ali Snežna kraljica Hansa Christiana Andersena. Obenem se je pojavil tudi kot pripovedovalec na začetku vsake epizode božične serije iz leta 1984 Patrik Pacard in na koncu epizod božične serije Anna leta 1987.
Vse od začetka svoje kariere je Wolff kot gledališki igralec nastopal na številnih odrih, kot so Deutsches Theatre v Münchnu, Hebbel Theatre v Berlinu, Zimertheater v Hamburgu ali münchenski teater Komödie im Bayerischer Hof. Na številnih turnejah je igral vloge v klasikah, kot sta Beneški trgovec in Nora. V letih 2018 in 2019 se je pojavljal v predstavah Kerle im Herbst in Noch einmal verliebt avtorja Joeja DiPietra.

## Zasebno življenje
29. novembra 1959 se je poročil z igralsko kolegico Corny Collins, vendar sta se ločila leta 1965. V drugo se je poročil z igralko Helgo Lehner in z njo leta 1967 dobil sina Sascho. 27. junija 1975 je stopil v zakon še tretjič, tokrat z Marino Handloser, s katero je še istega leta dobil sina Patricka. Živi v kraju Aschau im Chiemgau.

## Filmografija

### Kino filmi
- 1957: Anders als du und ich
- 1957: Die Frühreifen
- 1957: Immer wenn der Tag beginnt
- 1958: Es war die erste Liebe
- 1958: Don Vesuvio und das Haus der Strolche (Il bacio del sole)
- 1958: Der Schinderhannes
- 1959: Kriegsgericht
- 1959: Verbrechen nach Schulschluß
- 1959: Der blaue Nachtfalter
- 1959: Abschied von den Wolken
- 1959: Am Tag, als der Regen kam
- 1959: Alt Heidelberg
- 1960: Die Fastnachtsbeichte
- 1960: Schlußakkord
- 1961: Via Mala
- 1964: Lana – Königin der Amazonen
- 1967: Rheinsberg
- 1971: Wenn mein Schätzchen auf die Pauke haut
- 1972: Außer Rand und Band am Wolfgangsee
- 1972: Sie nannten ihn Krambambuli
- 1985: Seitenstechen
- 2016: Hannas schlafende Hunde

### Televizijski filmi in serije
- 1959: Kabale und Liebe
- 1962: Wetter veränderlich
- 1963: Meine Frau Susanne
- 1963: … und heute ins Theater: Lady Frederick
- 1963: Feuerwerk
- 1963: Die Nacht am See
- 1964: Das Kaffeehaus
- 1964: Alarm im Aquarium
- 1965: Die Schlüssel
- 1965: Das Kriminalmuseum (epizoda Der Brief)
- 1965: Der Diplomat auf Eis
- 1966: Schöne Geschichten mit Mama und Papa
- 1967: Tagebücher
- 1967: Ein Schloß in Schweden
- 1968: Sherlock Holmes (epizoda Das Beryll Diadem)
- 1968: Lebeck
- 1968: Die Geschichte von Vasco
- 1969: Pater Brown (epizoda Die Spitze einer Nadel)
- 1969: Meine Schwiegersöhne und ich (8 epizod)
- 1970: Polizeifunk ruft (epizoda Vor der Verjährung)
- 1970: Das Mädchen meiner Träume
- 1970: Die Auserwählten
- 1970: Der Minister und die Ente
- 1971: Die fast verkrachte Reise
- 1971: Glückspilze
- 1972: Hamburg Transit (epizoda Unfall im Yachthafen)
- 1972: Die Bilder laufen
- 1973: Algebra um acht (epizoda Klassentreffen)
- 1974: Engadiner Bilderbogen (13 epizod)
- 1974: Der Scheingemahl (v sklopu serije Die Welt der Hedwig Courths-Mahler)
- 1974: Eine ungeliebte Frau
- 1975: Das ohnmächtige Pferd
- 1975: Eine ganz gewöhnliche Geschichte
- 1976: Tatort – Kassensturz
- 1976–1977: Die Unternehmungen des Herrn Hans (20 epizod)
- 1977: Derrick (epizoda Via Bangkok)
- 1978: Lady Audleys Geheimnis
- 1979: Kommissariat 9 (4 epizode)
- 1980: Weekend
- 1981: Die Laurents (4 epizode)
- 1982: Mein Sohn, der Minister
- 1983: Derrick (epizoda Geheimnisse einer Nacht)
- 1983: Der Raub der Sabinerinnen
- 1983–1984: Nesthäkchen (6 epizod)
- 1985: Drei Damen vom Grill (4 epizode)
- 1985: Grenzenloses Himmelblau
- 1986: Das Geheimnis von Lismore Castle
- 1986: Zerbrochene Brücken
- 1988: Tagebuch für einen Mörder
- 1989–2006: Gozdarska hiša Falkenau (223 epizod)
- 1991: Die Männer vom K3 (epizoda Narkose fürs Jenseits)
- 1992: Wolffs Revier (epizoda Reicher Gigolo)
- 1994: Das Traumschiff
- 1995: Inseln unter dem Wind
- 1996: Rosamunde Pilcher
- 1997: Kap der guten Hoffnung (6 epizod)
- 2000: Stimme des Herzens
- 2001: Zugvögel der Liebe
- 2001: Anwalt des Herzens
- 2002: Entscheidung auf Mauritius
- 2003: Das Licht von Afrika
- 2004: Geheimnis der Karibik
- 2007: Fjorde der Sehnsucht
- 2007: Inga Lindström
- 2007: Rosamunde Pilcher
- 2008: Das Traumhotel – China
- 2009: Für immer Venedig
- 2008, 2010: SOKO München (epizodi Requiem und Auf der Jagd)
- 2011: Gorski zdravnik (epizoda Der Gang der Dinge)
- 2012: SOKO Wismar (epizoda Das schönste Auto der Welt)
- 2015: Treppe aufwärts
- 2016: Hannas schlafende Hunde
- 2018: Die Spezialisten – Im Namen der Opfer (epizoda Die Lüge)
- 2019: SOKO München (epizoda Der amerikanische Freund)

## Gledališče (izbor)
- Dva gospoda iz Verone, komedija Williama Shakespearja
- Beneški trgovec, komedija Williama Shakespearja
- Des Meeres und der Liebe Wellen, tragedija Franza Grillparzerja
- Ein Schloss in Schweden
- Gigi, Boulevard-Komödie
- Bleib wo Du bist Liebling
- Lasst uns Lügen erzählen
- Kerle im Herbst
- Fremde Verwandte, komedija Reneja Heinersdorffa, izvedena v Contra-Kreis teatru v Bonnu med februarjem in aprilom 2018